# Católicos de rito bizantino georgiano
El rito bizantino según la variante litúrgica de la Iglesia ortodoxa y apostólica georgiana fue celebrado por georgianos en la Iglesia católica desde mediados del siglo XIX hasta mediados del siglo XX. Las comunidades católicas georgianas bizantinas en Georgia fueron suprimidas por la URSS a partir de 1928, siendo ejecutados sus últimos sacerdotes en 1937. La comunidad de Estambul en Turquía se dispersó luego de la masacre de cristianos de la noche del 6 al 7 de febrero de 1955, llegando a su fin como el rito litúrgico católico activo al morir en 1968 el último sacerdote que lo celebraba. Los fieles católicos de estas comunidades pasaron mayormente a los ritos latino y armenio. 
Algunas publicaciones siguieron listando a este rito (recensión greco-georgiana de la tradición greco-bizantina) entre los utilizados por los católicos orientales, pero tras la independencia de Georgia en 1991 y la recuperación de la libertad de culto en ese país, el rito no resurgió, por lo que publicaciones como el Catholic Almanac —desde 1995— dejaron de listarlo. Publicaciones de la Santa Sede tales como el Anuario Pontificio no mencionan a los bizantinos georgianos entre las Iglesias orientales católicas constituidas de acuerdo al canon 27 del Código de los cánones de las Iglesias orientales, que limita las Iglesias sui iuris a las que posean una jerarquía propia y sean reconocidas como tales por la autoridad suprema de la Iglesia. 

## Historia

### Misiones católicas en Georgia
El Cisma de Oriente formalizado en 1054 no produjo inmediatamente la ruptura de la Iglesia georgiana con el papa de Roma, lo cual se produjo hacia 1250, por lo que los sacerdotes franciscanos misionaron entre los paganos que aún existían en el Reino de Georgia desde 1230, y luego de algunos años se les unieron misioneros dominicos. La ejecución del cisma, sin embargo, no impidió el establecimiento de comunidades católicas latinas y en 1329 el papa Juan XXII creó la diócesis latina de Tiflis, pero el trabajo misionero católico desapareció allí en 1507. En 1626 se reasumió la misión y sacerdotes católicos teatinos comenzaron a misionar entre los fieles ortodoxos georgianos, siempre usando el rito latino, siendo reemplazados en 1661 por misioneros capuchinos italianos. Luego de un período de abandono de la misión, los capuchinos retornaron a Georgia en 1802, cuando ya había sido anexada al Imperio ruso en 1801. Desde 1811 la Iglesia ortodoxa georgiana fue suprimida e incorporada a la Iglesia ortodoxa rusa y los zares prohibieron el uso del idioma georgiano en la liturgia. Luego de la guerra ruso-turca (1828-1829) muchos georgianos católicos que vivían en territorio otomano quedaron bajo dominio ruso, algunos de los cuales emigraron a Estambul para no padecer la persecución religiosa de los ortodoxos rusos.
En 1845 los misioneros católicos fueron expulsados por el Gobierno ruso con el pretexto de que eran extranjeros, aunque la comunidad católica continuó existiendo en Georgia.
En 1848 el zar Nicolás I acordó con el papa Pío IX la creación de una diócesis latina en la ciudad de Tiráspol con jurisdicción sobre los católicos en las vastas regiones del sur del Imperio, incluyendo a Georgia. 
Hacia el final del siglo XIX, cuando los católicos georgianos seguían el rito latino, algunos de ellos quisieron adoptar el rito bizantino georgiano usado antes de la ocupación rusa por la Iglesia ortodoxa georgiana. El gobierno zarista ruso prohibió el uso del rito bizantino por los fieles católicos, así como también el uso litúrgico de la lengua georgiana, por lo que algunos de esos georgianos, incluyendo sacerdotes, adoptaron el rito armenio y se unieron a la diócesis de Artvin de la Iglesia católica armenia, establecida en la Rusia transcaucásica en 1850. La pequeña comunidad católica armenia existía en Georgia desde el siglo XVIII.

### Georgianos católicos de Estambul

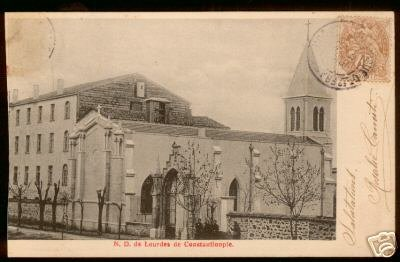
Iglesia georgiana Nuestra Señora de Lourdes, Estambul

Peter Carisciarian

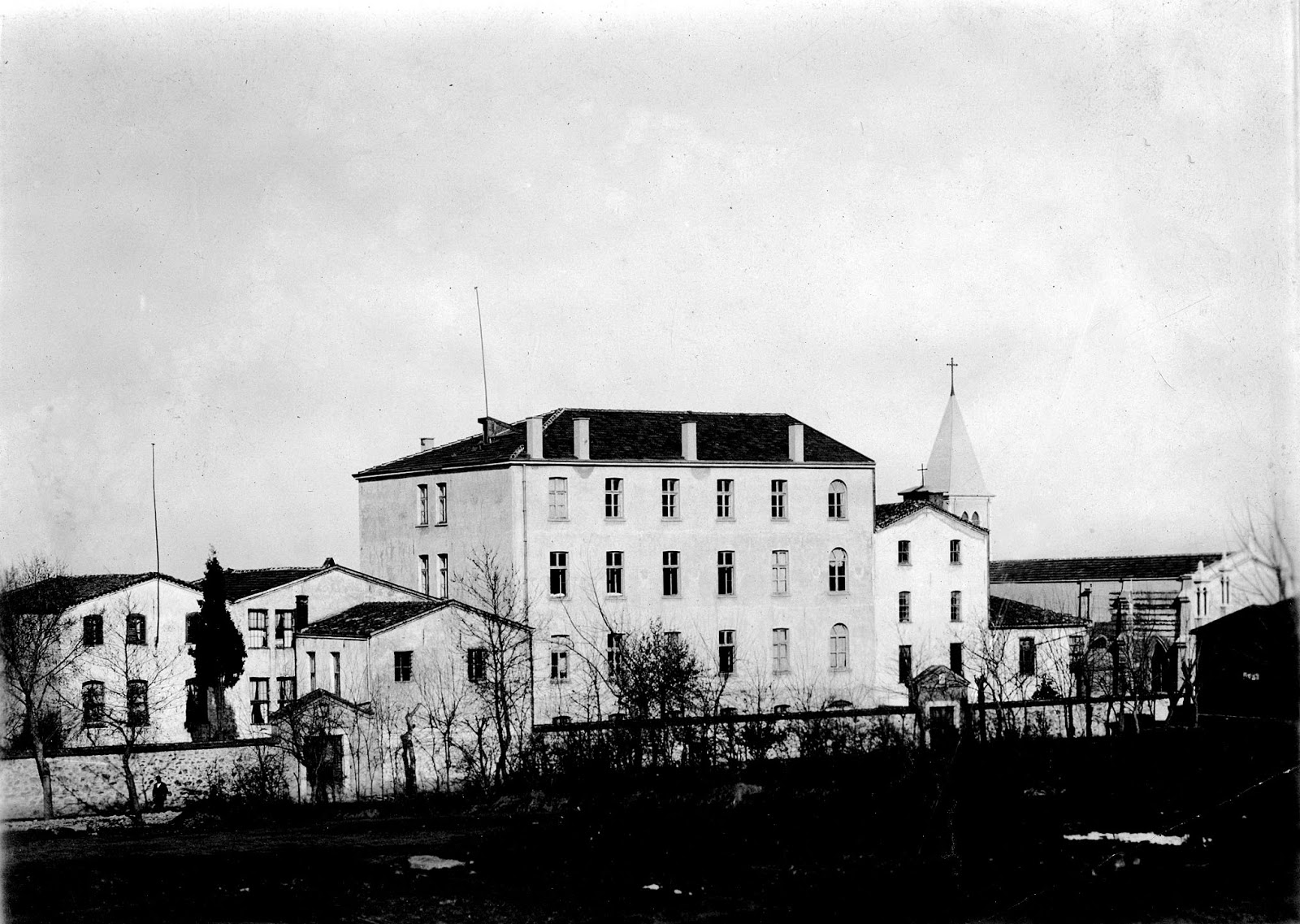
Monasterio georgiano de Feriköy, hoy propiedad privada

La comunidad georgiana católica que se fue estableciendo en Estambul recibió al sacerdote georgiano emigrado Peter Carisciarian (Peter Karischiaranti, Petra Harisçiraşvili, Pétre Kharistshirasvili, Peter Krischiaranti, Peter Karishiaranti o Pierre Carischiaranti), quien solicitó al gobierno otomano el permiso para construir una iglesia, permiso que le fue concedido tras el patrocinio del consulado de Francia. La iglesia Nuestra Señora de Lourdes (en turco: Bomonti Gürcü Katolik Kilisesi) fue construida en 1861 con donaciones en Feriköy (actual distrito de Şişli en Estambul). Esta iglesia fue restaurada en 1901.
En 1864 Peter Carisciarian fundó la congregación oriental Servitas de la Inmaculada Concepción para ministrar entre los georgianos. El 29 de mayo de 1875 el papa Pío IX confirmó la congregación y la autorizó a utilizar en Georgia los ritos latino y armenio, y el rito georgiano bizantino en el monasterio de Feriköy fundado por Carisciarian junto a la iglesia en 1869 como casa central de la congregación. Con la aprobación del delegado apostólico en Estambul, Carisciarian fundó en el complejo de Feriköy la congregación de monjas Hermanas Servitas de la Inmaculada Concepción, quienes desde 1870 condujeron la escuela primaria San José de lengua georgiana en Beyoğlu —cerrada por el gobierno en 1914—, creándose también una imprenta en lengua georgiana. Los sacerdotes de la orden tenían a su cargo en Estambul la parroquia de Nuestra Señora de Lourdes en Feriköy con fieles georgianos y armenios, la iglesia latina de Üsküdar, y una tercera para georgianos en Beyoğlu.
El 15 de diciembre de 1874 Carisciarian envió un informe a la Congregación para la Propagación de la Fe en Roma expresando que la congregación tenía 30 miembros, de los cuales 13 sacerdotes eran de rito latino, 17 sacerdotes de rito georgiano bizantino, 6 clérigos, 4 sacerdotes conversos y 7 seminaristas. 
Stephen Ghiorogadzé (Etienne Giorghizé) sucedió a Carisciarian como superior de la orden al morir este en 1890, quien en 1905 fue sucedido por Benedict Vardizé (Benoit Vardizé), y a este en 1911 lo sucedió Pius Balizé. La orden tenía también una casa en Montauban en Francia en donde había un seminario menor, mientras que el seminario mayor estaba dirigido por jesuitas.

### Rito bizantino en Georgia
Después del reconocimiento de la libertad religiosa en Rusia mediante el Edicto de Tolerancia de 1905, algunos católicos en Georgia que procedentes de la Iglesia ortodoxa habían adoptado el rito armenio, quisieron retomar el rito bizantino georgiano. En el breve periodo de independencia georgiana de 1918 a 1921, algunos influyentes georgianos expresaron su interés de unirse a la Iglesia católica, y enviaron en 1919 una delegación a Roma para tratar la cuestión, pero la guerra civil y la ocupación soviética en marzo de 1921, impidió la realización de la unión, desconociéndose por muchos años noticias de los católicos georgianos. En 1920 se estimaba en 40 000 el número de católicos en Georgia, 32 000 eran latinos y el resto de rito armenio.
En 1920 varios sacerdotes georgianos llegaron a Georgia procedentes de Estambul, los cuales comenzaron a utilizar el rito georgiano bizantino entre los fieles católicos. El libro The Forgotten: Catholics of the Soviet Union Empire from Lenin through Stalin escrito por el sacerdote Christopher Zugger menciona que en 1922 la Iglesia católica bizantina de Georgia tenía dos comunidades, servidas por un obispo y cuatro sacerdotes, con 8000 fieles. Identifica al obispo como Shio Batmalashvili, proveniente de Estambul. Batmalashvili era un georgiano que emigró del Imperio ruso a Roma y luego sirvió como párroco en Estambul. Algunas fuentes le dan el título de exarca y otras el de administrador, señalándose que junto con dos sacerdotes católicos de rito latino, fueron ejecutados por los soviéticos en la masacre Sandomorch en 1937, después de haber estado prisioneros en la prisión de Solovki y en el gulags desde su arresto en 1928. Se menciona también a fray Makar, un jesuita de rito georgiano bizantino, junto con fray Walter Ciszek, quienes al parecer corrieron la misma suerte como mártires in odium fidei. La consagración como obispo de Batmalashvili no ha sido confirmada por la Santa Sede ni tampoco se tiene noticia de que el metropolita ucraniano Andrés Sheptytsky, que fue archieparca de Leópolis de 1900 a 1944 y que en 1907 el papa Pío X le diera en forma oral y absolutamente secreta plenos poderes para organizar la Iglesia de rito bizantino en el Imperio ruso, haya ordenado a Batmalashvili o creado el exarcado. Por estas razones otras publicaciones niegan que Batmalashvili haya sido obispo, exarca o administrador.
Los sacerdotes en el área de Georgia eran ordenados por el obispo de Sarátov, superior eclesiástico de Georgia.

### Final del rito católico bizantino georgiano
La pequeña parroquia católica bizantina georgiana Nuestra Señora de Lourdes perdió a su último sacerdote de habla georgiana, Akobaşvili Pavle, cuando falleció en 1968. La colectividad georgiana de Estambul se redujo considerablemente por emigración a Francia, Bélgica, Australia, Canadá y Estados Unidos, quedando la iglesia para el uso de fieles latinos. 
Esta comunidad nunca fue constituida en Iglesia particular con jerarquía propia, siendo solo una parroquia bajo la jurisdicción del obispo latino local.
La imposibilidad de tomar contacto con Georgia después de 1920 hizo que las órdenes también se extinguieran. Entre los miembros de esas órdenes se destacó el científico Michael Tarchnishvili, muerto en Roma en 1958.
El número de católicos georgianos de Estambul se redujo a 200-250 personas, la mayoría de los cuales son feligreses de rito armenio y latino.
Después de que Georgia recuperó su independencia una vez más en 1991 le fue permitido a la Iglesia católica funcionar más libremente y una comunidad católica relativamente significativa reasumió su vida eclesial normal. Los latinos pertenecen a la administración apostólica del Cáucaso, con sede en la capital georgiana, los armenios al ordinariato para los fieles de rito armenio en Europa Oriental, con sede en Armenia. No han surgido fieles georgianos de rito bizantino en número suficiente para ser constituidos en Iglesia particular.